# N306 (België)
De N306 is een gewestweg in Eernegem, België tussen de N368 en de N33. De weg heeft een lengte van ongeveer 2 kilometer en verloopt via de Stationsstraat.
De gehele weg bestaat uit totaal 2 rijstroken voor beide richtingen samen.